# Friedrich Eugen Peipers
Friedrich Eugen Peipers, född 1805 i Stolberg, Tyskland, död 1885 i Frankfurt am Main, Tyskland, var en tysk arkitekt och konstnär. Peipers undervisade i teckning vid Musterschule och Städelsches Kunstinstitut i Frankfurt am Main. Konstnären Otto Scholderer var en av Peipers elever vid Städelsches Kunstinstitut.